# Melach
Melach je pravostranný přítok řeky Inn v údolí Sellrain (Serllaintal) v Tyrolsku v Rakousku o délce přibližně 23 km.

## Průběh toku
Melach vzniká soutokem několika pramenných potoků severně od Lüsener Fern v údolí Lüsenstal ve Stubaiských Alpách, které patří k obci Sankt Sigmund im Sellrain. Nejprve protéká údolím Lüsenstal na sever. V obci Gries im Sellrain se spojuje s řekou Zirmbach, která přitéká ze západního údolí Sellraintal a stáčí se na severovýchod. Protéká údolím Sellrain a v Sellrainu, kde se do ní vlévá potok Fotscher Bach. Na konci údolí u Kematenu se zařízla do hluboké rokle a pak se vlévá do údolí Innu (Inntal), kde navršila náplavový kužel a posunula Inn na sever k úpatí Martinswandu. Mezi obcemi Unterperfuss a Kematen v Tyrolsku se vlévá do řeky Inn. Tento soutok je oficiální dělicí čárou mezi údolím Oberinntal a údolím Unterinntal.

## Povodí a průtok
Přirozená plocha povodí Melachu je asi 245 km², z toho 5,1 km² (2 %) je zaledněno. Nejvyšším bodem v povodí je Hintere Brunnenkogel ve výšce 3325 m n. m. Několik přítoků Melachu je odváděno do nádrže Längental elektrárny Sellrain-Silz, což zmenšuje efektivní plochu povodí o 60 km².
Průměrný průtok na měrném profilu In der Au je 4,08 m³/s, což odpovídá výtokové dotaci 28,3 l/s-km². Melach má odtokový režim typický pro horský tok bez významného vlivu ledovce. Průměrný průtok v červnu, měsíci s největším množstvím vody (8,06 m³/s), je přibližně pětkrát vyšší než v únoru, měsíci s nejmenším množstvím vody (1,57 m³/s). Vydatné srážky a silné tání sněhu pravidelně způsobují vylití Melachu z břehů, zejména na dolním toku. Stavby na ochranu břehů, které měly chránit pole a louky v okolí Kematenu, jsou zmiňovány již kolem roku 1280. V červnu 1965 došlo k rozsáhlým záplavám polí v údolí Inntalu a byl vyplaven železniční násep Arlberské dráhy, která byla na čtrnáct dní přerušena. Naposledy v roce 2015 došlo k zaplavení řeky Melach s vážnými následky. Několik obytných budov a silnic bylo zaplaveno nebo zničeno. Byly vybudovány ochranné objekty a obranné stavby za několik milionů eur.

## Název
Název Melach, dříve nazývaný také Melchbach, Melch nebo Malch, se odvozuje od slova Milch (mléko), které odkazuje na mléčně bílou vodu (ledovcové mléko), naproti tomu je název spojován také s kořenem mel düster (ponurý, souvisí s řeckým μέλας).